# 天山风毛菊
天山风毛菊（学名：Saussurea larionowii）是菊科风毛菊属的植物，为中国的特有植物。分布于中亚以及中国大陆的新疆等地，生长于海拔2,100米至3,800米的地区，多生于云杉林下、砾石山坡以及高山草甸，目前尚未由人工引种栽培。